# Natale Giacomin
Natale Giacomin (fl. XX secolo) è stato un calciatore italiano, di ruolo attaccante.

## Carriera
Con il Casale gioca 4 gare in massima serie nella stagione 1928-1929, realizzando 3 reti; rimane in forza ai nerostellati fino al 1930, quando viene messo in lista di trasferimento.